# كيلز (مقاطعة ميث)
كيلز (بالأيرلندية: Ceanannas) هي مدينة في مقاطعة ميث، أيرلندا. وتقع البلدة خارج الطريق السريع M3 على بعد 16 كم من نافان و على بعد 65 كم (40 ميل) من دبلن. وتشتهر البلدة بأنها موقع دير كيلز، والتي تم تسمية كتاب كيلز الشهير نسبة إليها.

## التسمية
كان معروفا أنه في الأصل كانت تسمى هذه البلدة بالاسم الأيرلندي (بالأيرلندية: Ceannanas) أو (بالأيرلندية: Ceannanus)، ويتم الاعتقاد أن اسم «كيلز» تطور من ذلك.
في العام 1929، تم تثبيت اسم سينانس مور كالاسم الرسمي للمدينة بكلتا اللغتين الأيرلندية والإنجليزية. بعد إنشاء الدولة الأيرلندية الحرة، حيث أعيدت تسمية عدد من المدن أيضا. وقد أصبح اسم سينانس باللغة الأيرلندية الاسم الرسمي للبلدة منذ عام 1969. وفي عام 1993، أعيد اعتماد اسم كيلز كالاسم الرسمي للمدينة في اللغة الإنجليزية.

## أعلام
- روجر مورتيمر
- مارك كلينتون
- أليكس راسيل
- راي باتلر
- مات مور

## وصلات خارجية
- دليل مدينة كيلز
- زر كيلز معلومات سياحية عن كيلز
- تجربة كتاب كيلز، دليل سياحي
- Smith-kells.com, معلومات محلية عن الإقامة في كيلز
- Meathtourism.ie نسخة محفوظة 8 فبراير 2007 على موقع واي باك مشين.